# Sommerhusområde
Et sommerhusområde er i dansk sammenhæng en tættere bebyggelse af fritidshuse eller sommerhuse. Ofte har områderne et skovligt præg med nåletræer og grusveje, og er således en mellemting mellem byzone og landzone.
Planloven fastslår, at fritidshuse i sommerhusområder må bebos i perioden fra 1. november til 31. februar (undtaget herfra er dog kortvarige ferieophold og ophold af pensionister, der har ejet ejendommen i 1 år) og i kortere ferier i vinterhalvåret.

## Sommerhusby
En sommerhusby er et sommerhusområde, hvor antallet af fastboende indbyggere er over 200 og som overholder Danmarks Statistiks regler for opgørelse af byområder.